# Marek Cetwiński
Marek Cetwiński (ur. 18 maja 1945) – polski historyk, specjalizujący się w historii średniowiecza, naukach pomocniczych historii.

## Życiorys
Ukończył studia historyczne na Uniwersytecie Wrocławskim. Stopień naukowy doktora habilitowanego nauk humanistycznych w zakresie historii uzyskał w 1994 na Wydziale Filozoficzno-Historycznym Uniwersytetu Łódzkiego na podstawie rozprawy: Ideologia i poznanie. Społeczne funkcje mediewistyki śląskiej po 1945 roku. Wykładał w Instytucie Historycznym Uniwersytetu Wrocławskiego. Był kierownikiem Zakładu Historii Starożytnej i Średniowiecznej na Akademii im. Jana Długosza w Częstochowie. W 2005 r. otrzymał tytuł profesora zwyczajnego. W 2012 został członkiem Komitetu Nauk Historycznych PAN.
29 stycznia 1979 został oskarżony przez działaczy wrocławskiego SKS o rozpowszechnianie na Uniwersytecie Wrocławskim fałszywego Biuletynu SKS „Podaj dalej”, zawierającego paszkwil na Leszka Budrewicza. W efekcie pięciu studentów stanęło przed komisją dyscyplinarną.

## Wypromowane prace doktorskie
- Święta Kinga – rzeczywistość i legenda. Studium źródłoznawcze, 2006, Barbara Kowalska.
- Opactwo kanoników regularnych w Czerwińsku w średniowieczu, 2005, Marek Stawski.
- Rola wątków i motywów antycznych w Kronice Polskiej Mistrza Wincentego zwanego Kadłubkiem, 2000, Katarzyna Chmielewska.

## Wybrane publikacje
- Rycerstwo śląskie do końca XIII w. Pochodzenie-gospodarka-polityka, Wrocław 1980.
- Rycerstwo śląskie do końca XIII w.: biogramy i rodowody, Wrocław 1982.
- Od Polski drewnianej do murowanej, Wrocław 1994.
- Ideologia i poznanie. Społeczne funkcje mediewistyki śląskiej po 1945 roku, Częstochowa 1993.
- Historia Wrocławia w datach pod red. Romualda Gellesa, Wrocław 1996.
- Dzieje Wrocławia w datach, współautor: Zdzisław Czekierda, Wrocław 1992[5].
- W czasach Jana Długosza, Wrocław 1995.
- Śląski tygiel: studia z dziejów polskiego średniowiecza, Częstochowa 2001.
- Metamorfozy śląskie: studia źródłoznawcze i historiograficzne, Częstochowa 2002.
- Herby, legendy, dawne mity, współautor: Marek Derwich, Wrocław 1987.
- Historia i polityka: teoria i praktyka mediewistyki na przykładzie badań dziejów Śląska, Kraków 2008.